# Jan Demčík
Jan Demčík (15. února 1913 Voloské – 2005) byl vězeň v koncentračních táborech Gulagu, příslušník 1. československého armádního sboru, plukovník československé armády, spisovatel.

## Život
Do základní školy chodil v Bilkách. V Mukačevě absolvoval hospodářskou školu. Vojenskou základní službu vykonal v letech 1935 až 1937 u 16. pěšího pluku v Prešově, kde absolvoval poddůstojnickou školu. Během všeobecné mobilizace v roce 1938 byl zařazen u finanční stráže v obci Brustury. Po maďarské okupaci Podkarpatské Rusi překročil dne 18. srpna 1940 se svými kamarády bývalé československo-polské hranice, které v roce 1940 byly maďarsko-sovětskými hranicemi, byl zatčen, odsouzen za nedovolené překročení hranic a vězněn v koncentračních táborech Gulagu, mj. v tzv. vorkutském nápravně pracovním táboru, ve kterém onemocněl. Dne 28. ledna 1943 se v Buzuluku stal příslušníkem 1. československého samostatného polního praporu. Absolvoval tankistický a zpravodajský kurs. Jako velitel čety 2. tankového praporu se zúčastnil karpatsko-dukelské operace, ve které byl zničen jeho tank. Po válce byl důstojníkem československé armády. V srpnu 1968, po invazi vojsk Varšavské smlouvy do Československa, odešel do výslužby. Jeho vzpomínky vyšly tiskem.